# Francesc Rius i Camps
Francesc Rius i Camps (Esparraguera, 1941) es un arquitecto español.

## Biografía
Se tituló arquitecto en 1966 por la Escuela Técnica Superior de Arquitectura de Barcelona, donde es profesor de proyectos desde 1970. En sus inicios trabajó asociado a Esteve Bonell. Se enmarcaron en un cierto racionalismo ecléctico, heredero directo de la arquitectura racionalista, defendiendo la relación entre construcción y arquitectura, con especial énfasis en la composición, y destacando el compromiso entre tradición y modernidad, así como el carácter urbano de la arquitectura.
Rius y Bonell fueron autores del Velódromo de Horta (1984, premio FAD), de forma cilíndrica, con alternancia de paramentos de ladrillo y pilares apantallados, cubiertos por una cornisa en forma de lámina horizontal; en su acceso se encuentra un «poema visual» de Joan Brossa.
Del resto de sus obras destacan: los apartamentos de Coll del Portell en Barcelona (1971-1981), el edificio de viviendas de la barcelonesa calle de Sant Cugat del Vallès 1-3 (1979-1981), el parque de la España Industrial (1985, con Luis Peña Ganchegui), la casa Rius-Fina en Bolvir (premio FAD 1991), la capilla y el auditorio del Cementerio de Collserola (1991-1992), el Pabellón Olímpico de Badalona (premio Mies van der Rohe, 1992) y un edificio de viviendas en la calle Salvador Espriu de la Villa Olímpica de Barcelona (1992).